# Стиральная машина

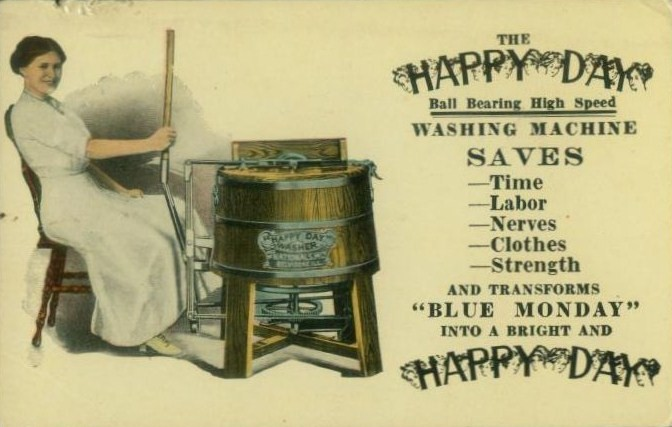
Механическая стиральная машина 1910 года

Стира́льная маши́на — автономная установка для стирки текстильных изделий (одежды, нижнего и постельного белья, сумок и других вещей), а также иногда обуви.

## История

### Стиральные машины с мускульным приводом
Первые стиральные машины представляли собой деревянный ящик с подвижной рамой. Также, существовали стиральные машины с ножным приводом.

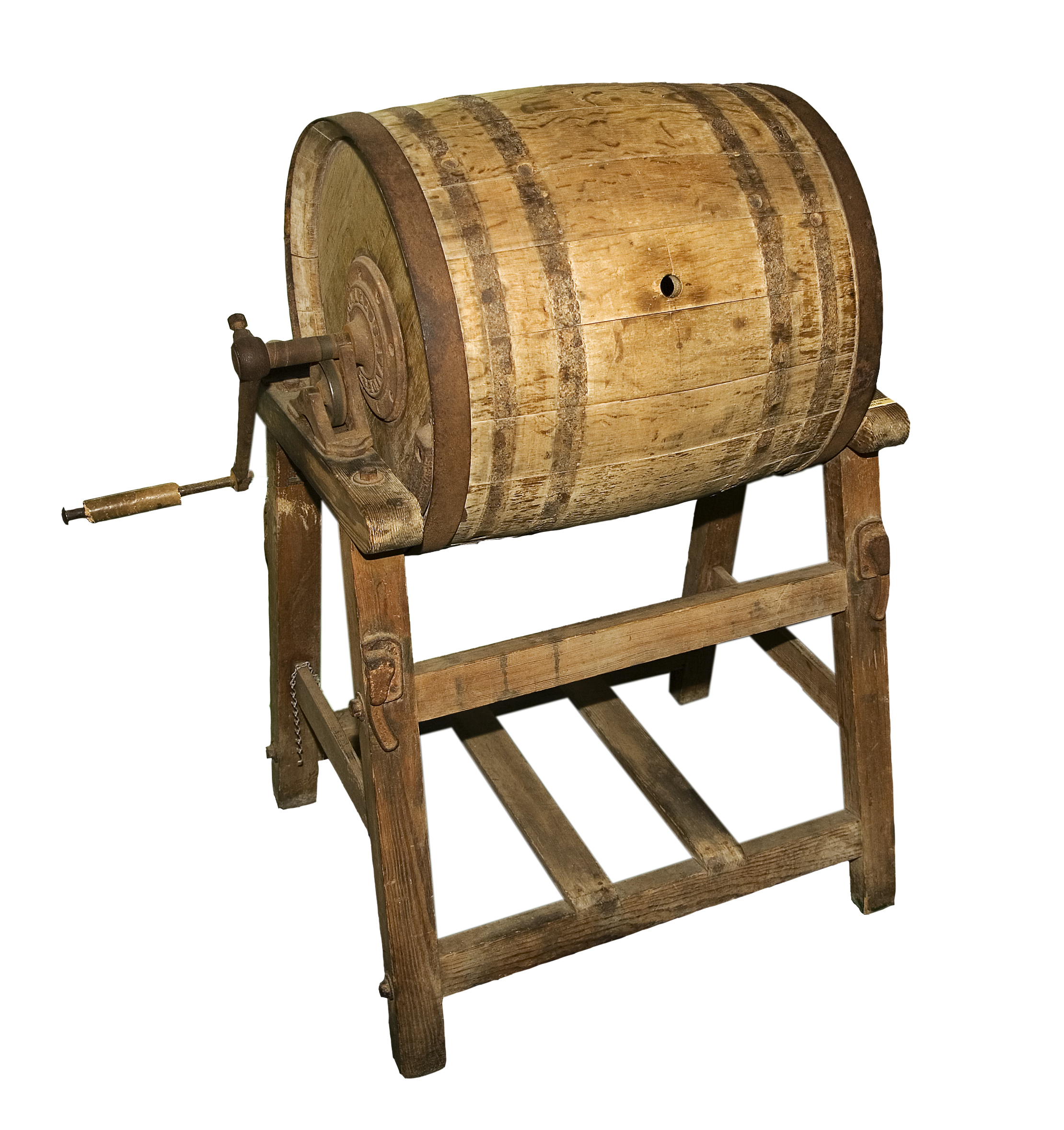
Маслобойка, возможно первые стиральные машины произошли от маслобоек, которые применялись в быту в сельской местности
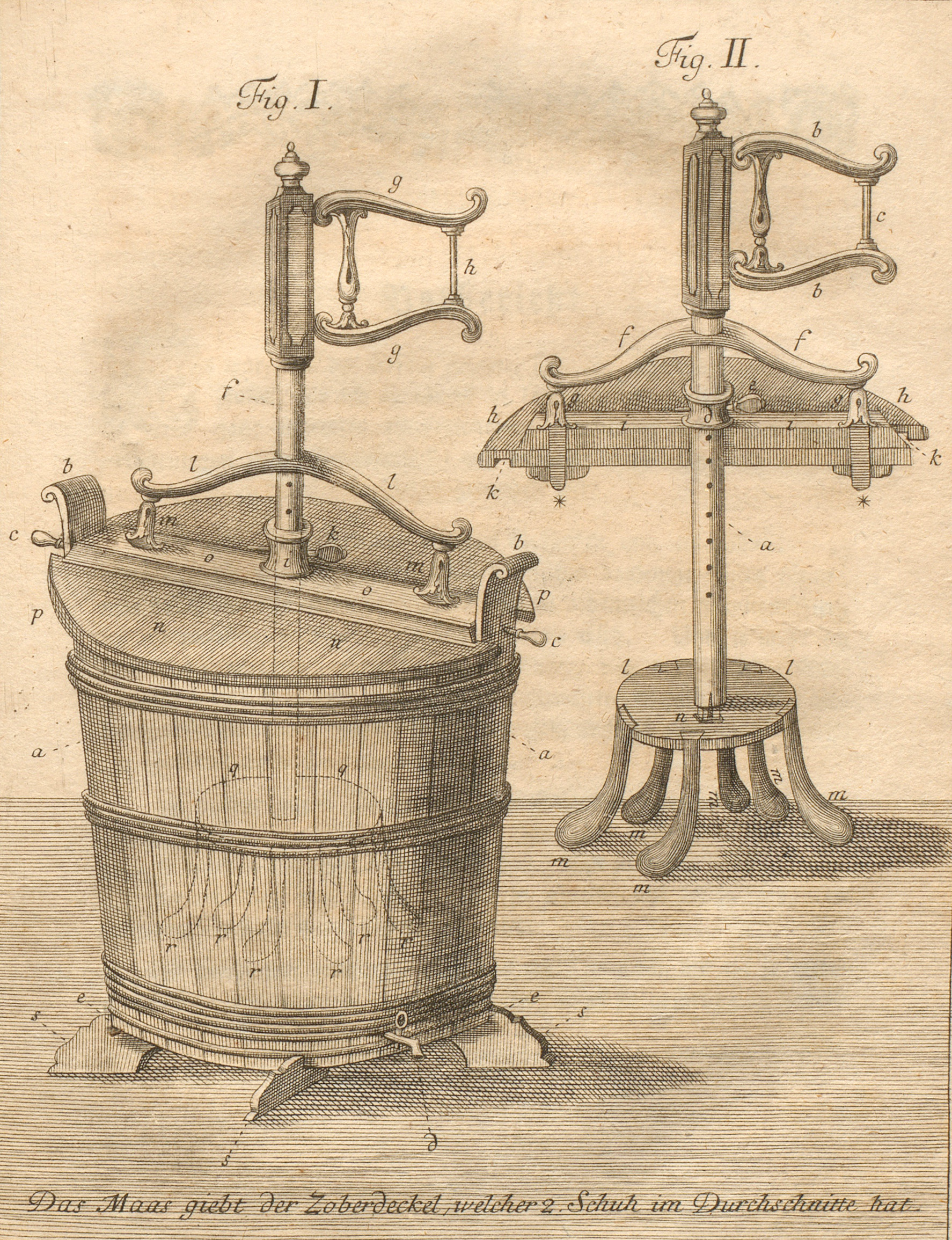
Стиральная машина 1766 год
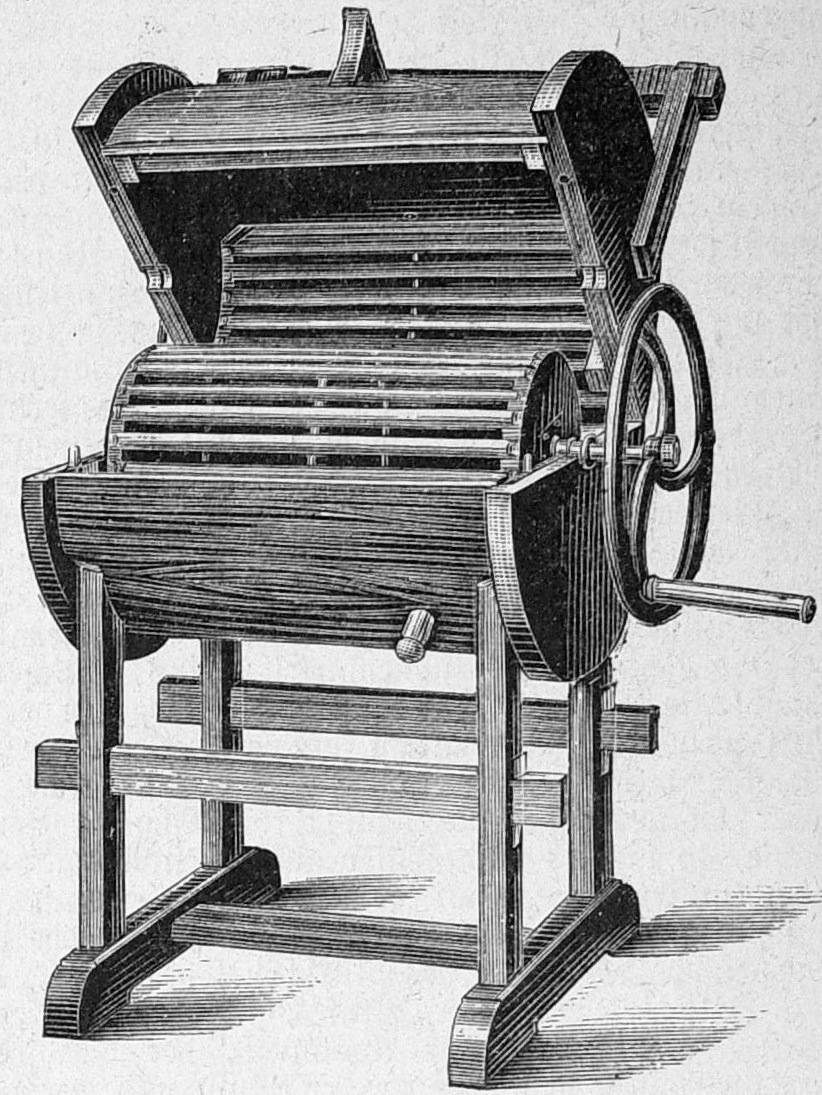
Деревянная стиральная машина с ручным приводом 1886
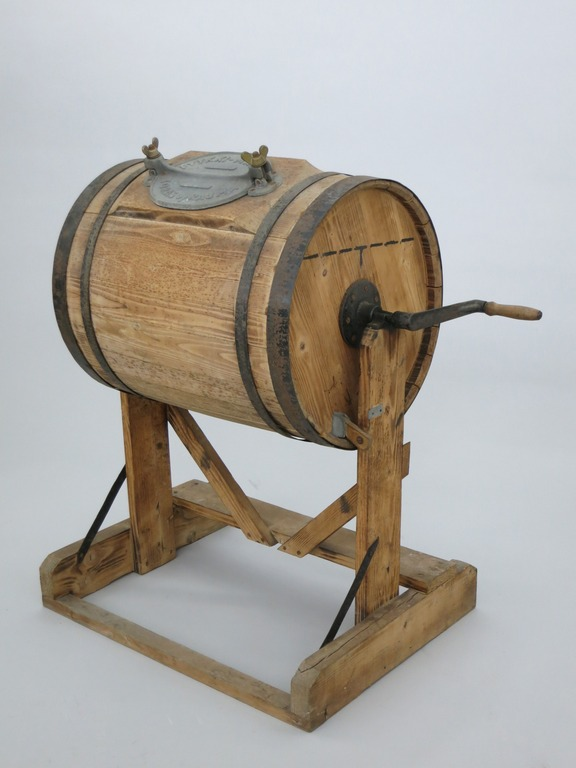
Финская стиральная машина 1940-х годов
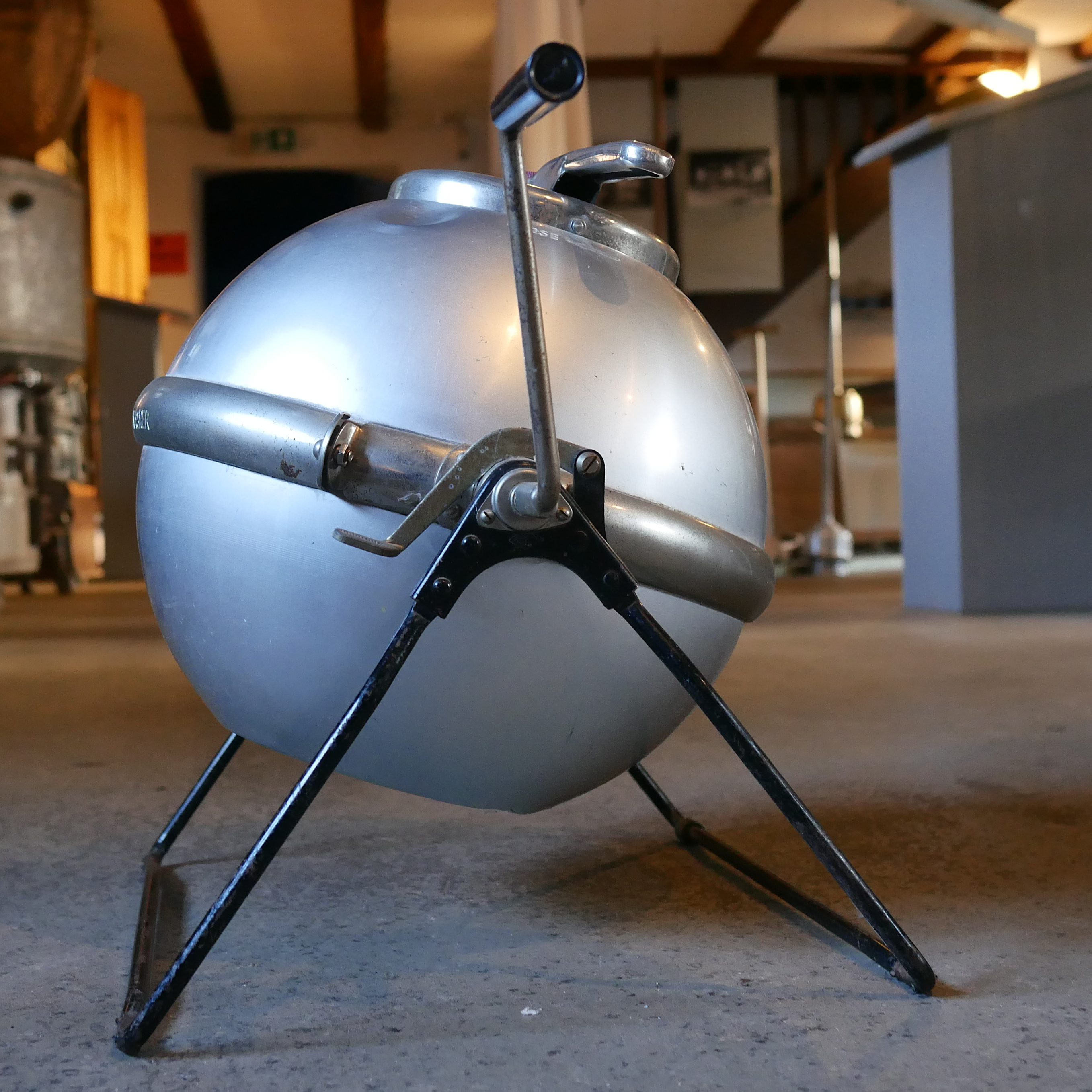
Японская стиральная машина 1950-х годов

### Неэлектрические стиральные машины

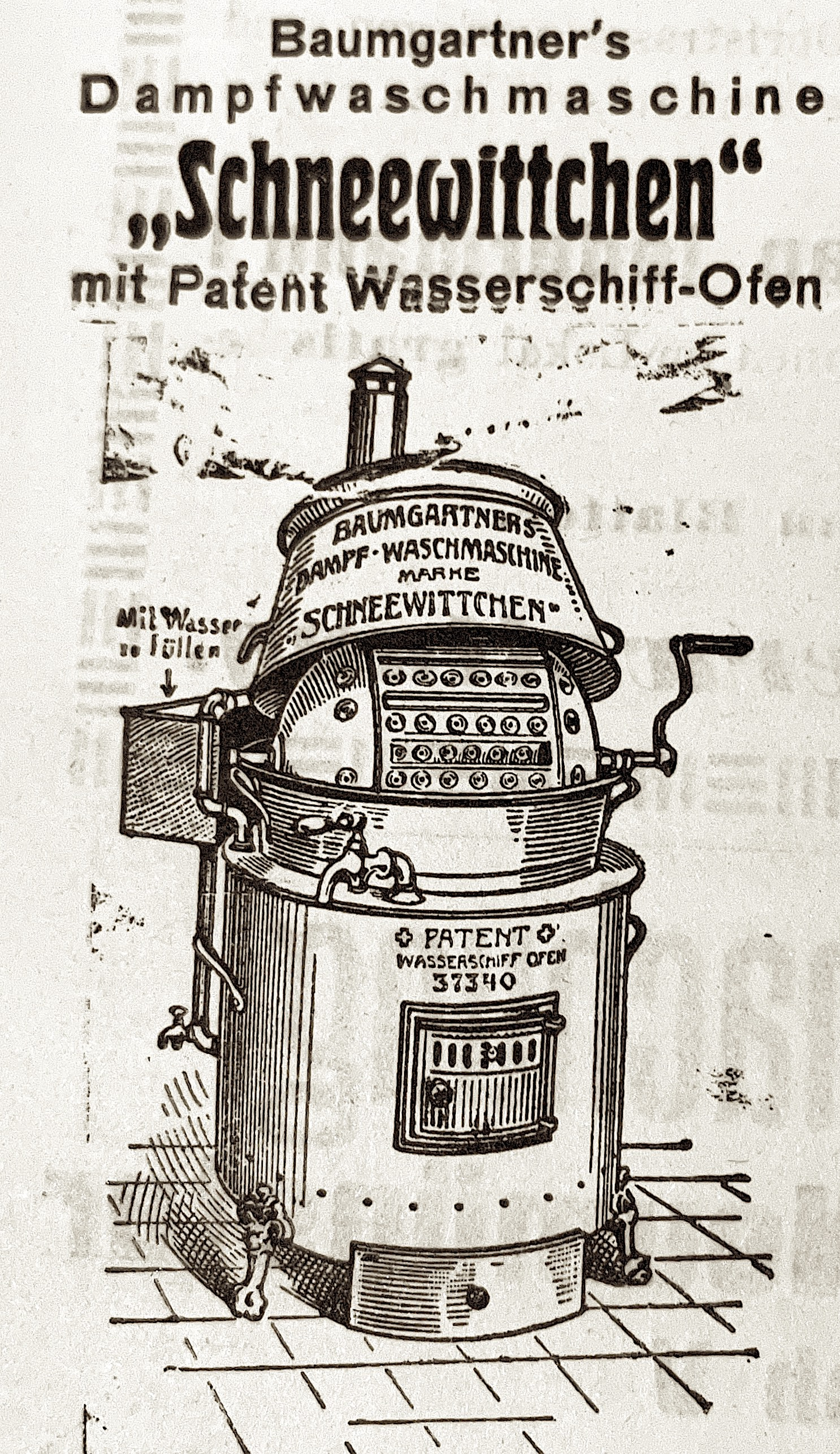
Паровая стиральная машина 1910 год
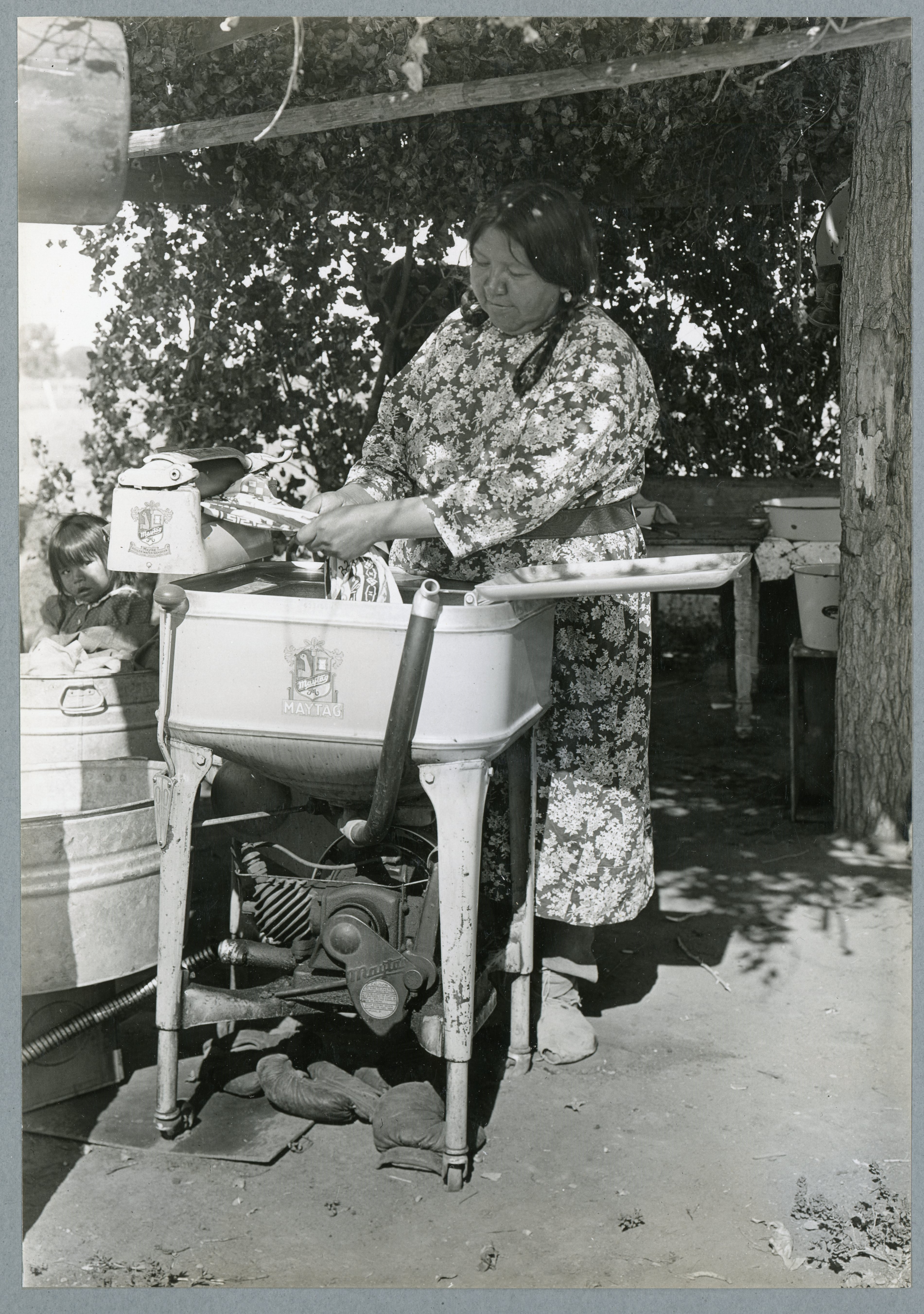
Стиральная машина Maytag с бензиновым двигателем, США, 1923 год

### Электрические стиральные машины

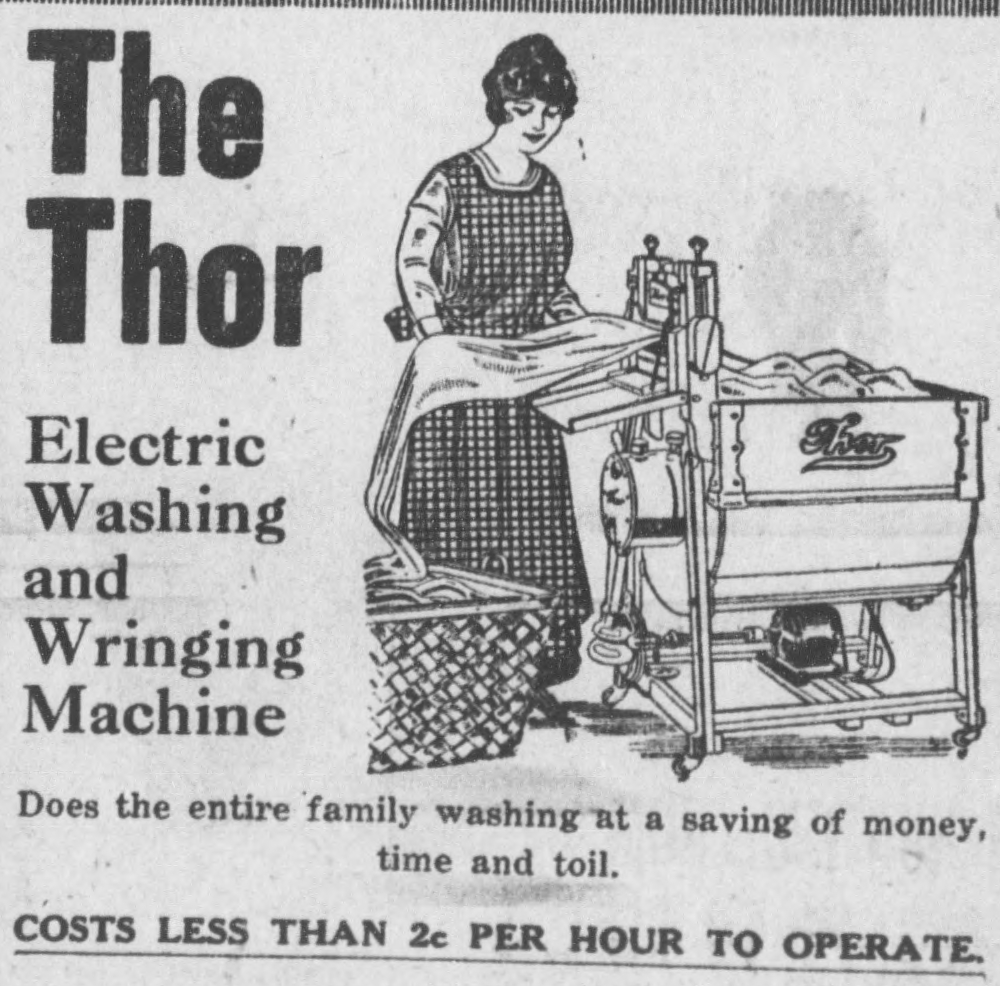
Электрическая стиральная машина 1917 год
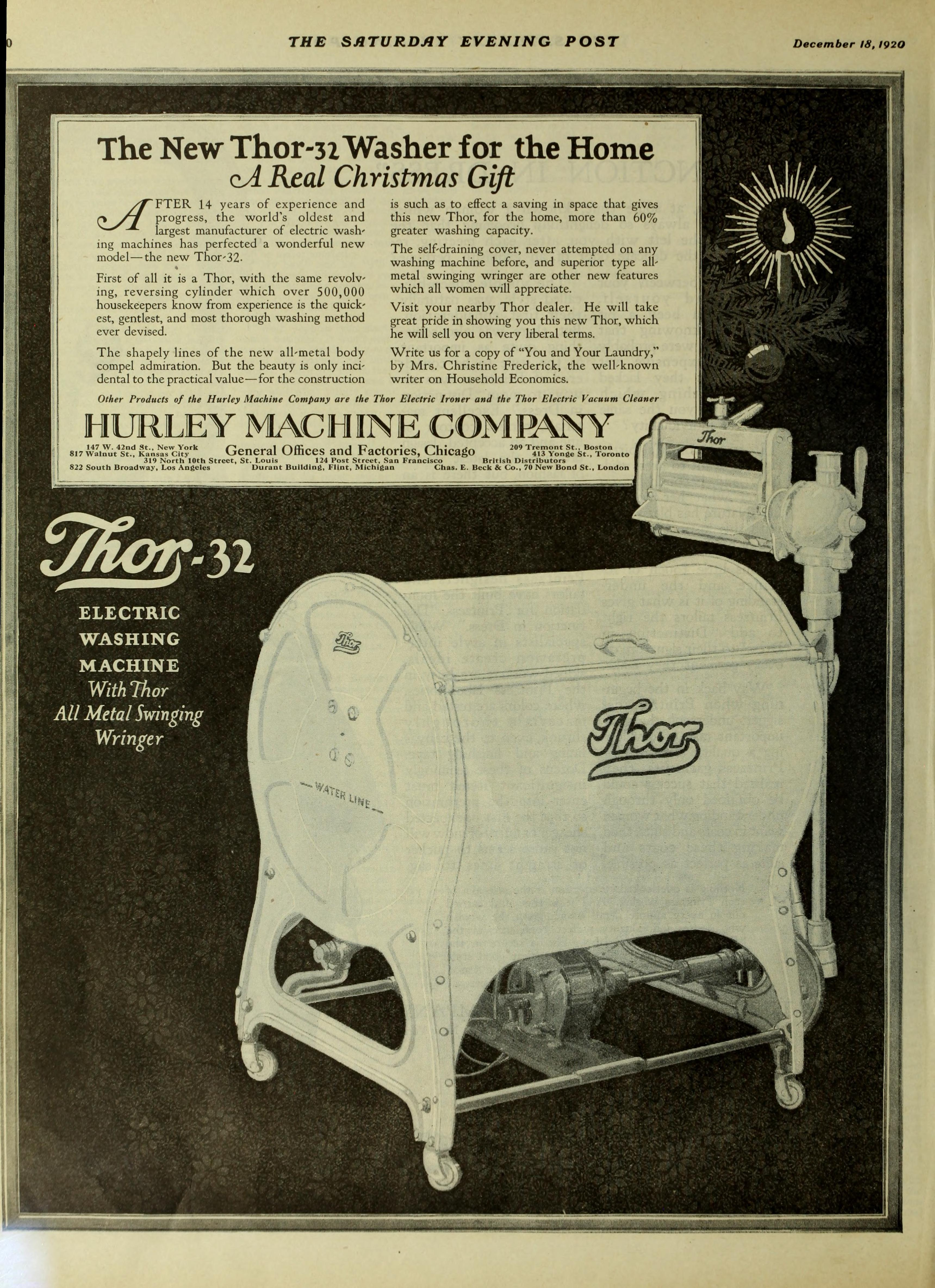
Стиральная машина с электрическим приводом 1920 год

Стиральные машины с электрическим приводом появились в 1904 году. Механизация труда практически привела к исчезновению профессии прачки.
В первые стиральные машины надо было заливать и сливать из них воду вручную, позже с помощью шланга,  для отжима использовались сначала крутящиеся валики, лишь потом появились центрифуги.

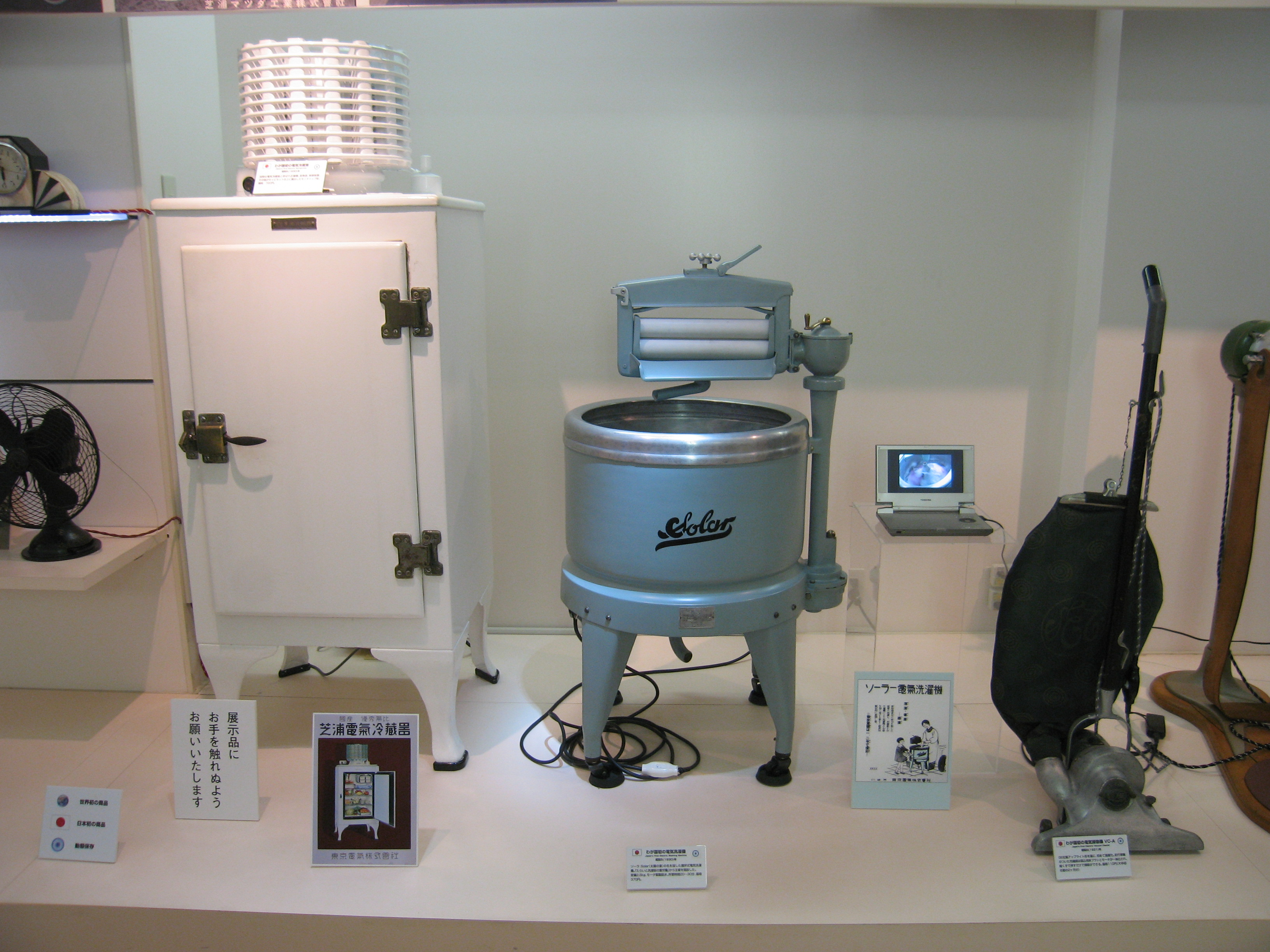
Первые электрические японские товары: холодильник, стиральная машина и пылесос 1930-е годы
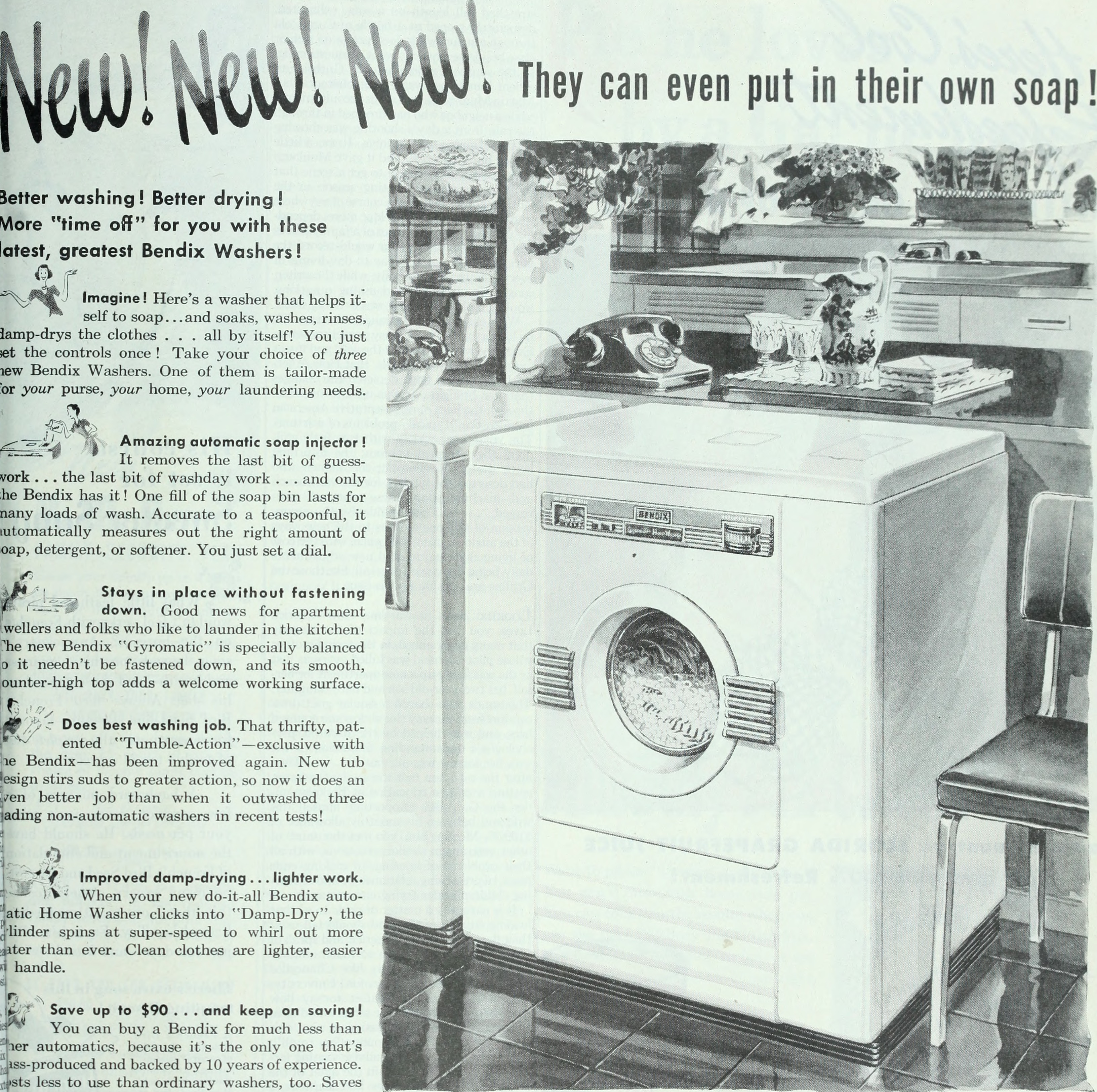
Реклама автоматической стиральной машины в американском журнале 1948 года
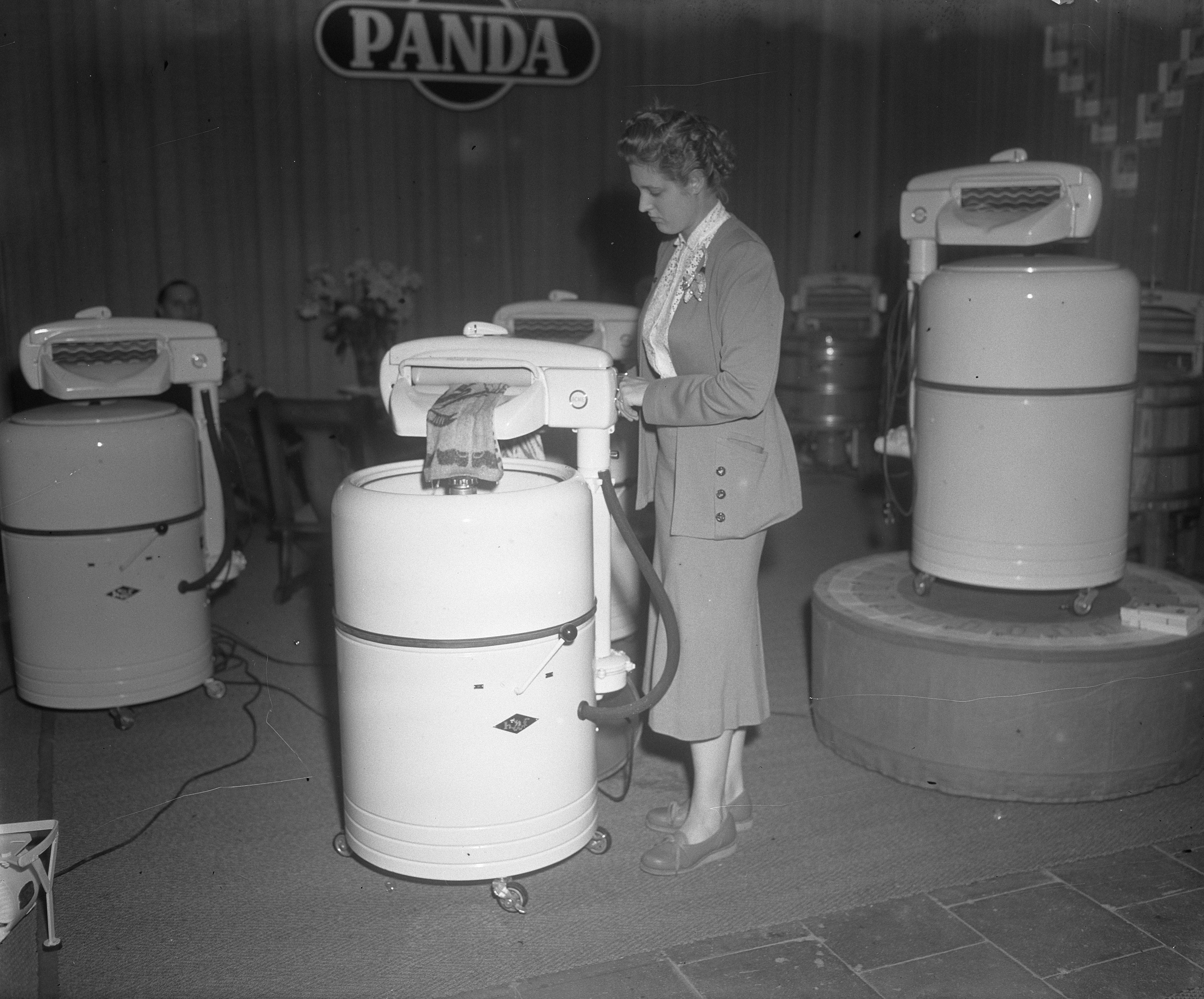
1953 год стиральные машины в магазине в Нидерландах
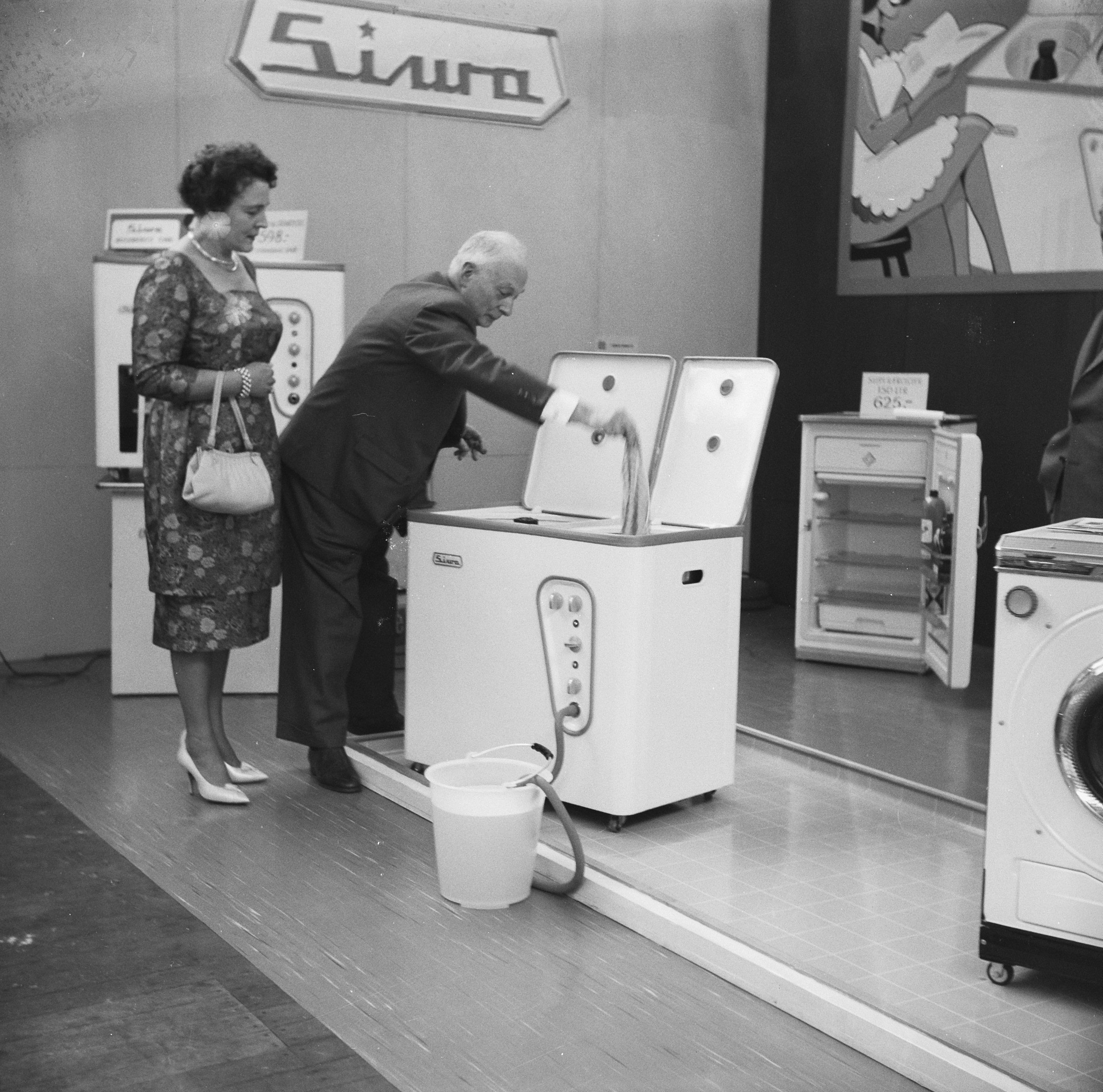
1960 год Нидерланды, пожилой мужчина показывает, как пользоваться стиральной машинкой‑полуавтомат

В 1937 году в США был выдан патент на изобретение первой полностью автоматической стиральной машины.
Из-за войны первые автоматические стиральные машины начали выпускать только в 1946 году.

### В СССР и России
В СССР бытовые электрические стиральные машины начал выпускать в 1950 году Рижский электромашиностроительный завод. Они имели один бак с активатором и позволяли производить стирку и полоскание. Отжим белья в большинстве машин производился на ручных вальцах, установленных над баком. Подогревать, наливать, сливать воду, засыпать моющее средство, контролировать длительность стирки требовалось вручную.
В 1960-е годы в СССР появились полуавтоматические стиральные машины типа ЗВИ. Они имели двухбаковую конструкцию: основной бак с активатором для стирки и полоскания и бак центрифуги для отжима белья. Длительность выполнения операций задавалась с помощью реле времени. В начале 1970-х появились барабанные стиральные машины типа «Эврика», в которых все операции выполнялись в одном барабане.
В 1975 году в СССР появилась первая автоматическая стиральная машина «Волга-10». Массовой автоматической стиральной машиной стала «Вятка-автомат», производившаяся по лицензии фирмы Merloni (ныне Indesit) с 1981 года.

## Классификация

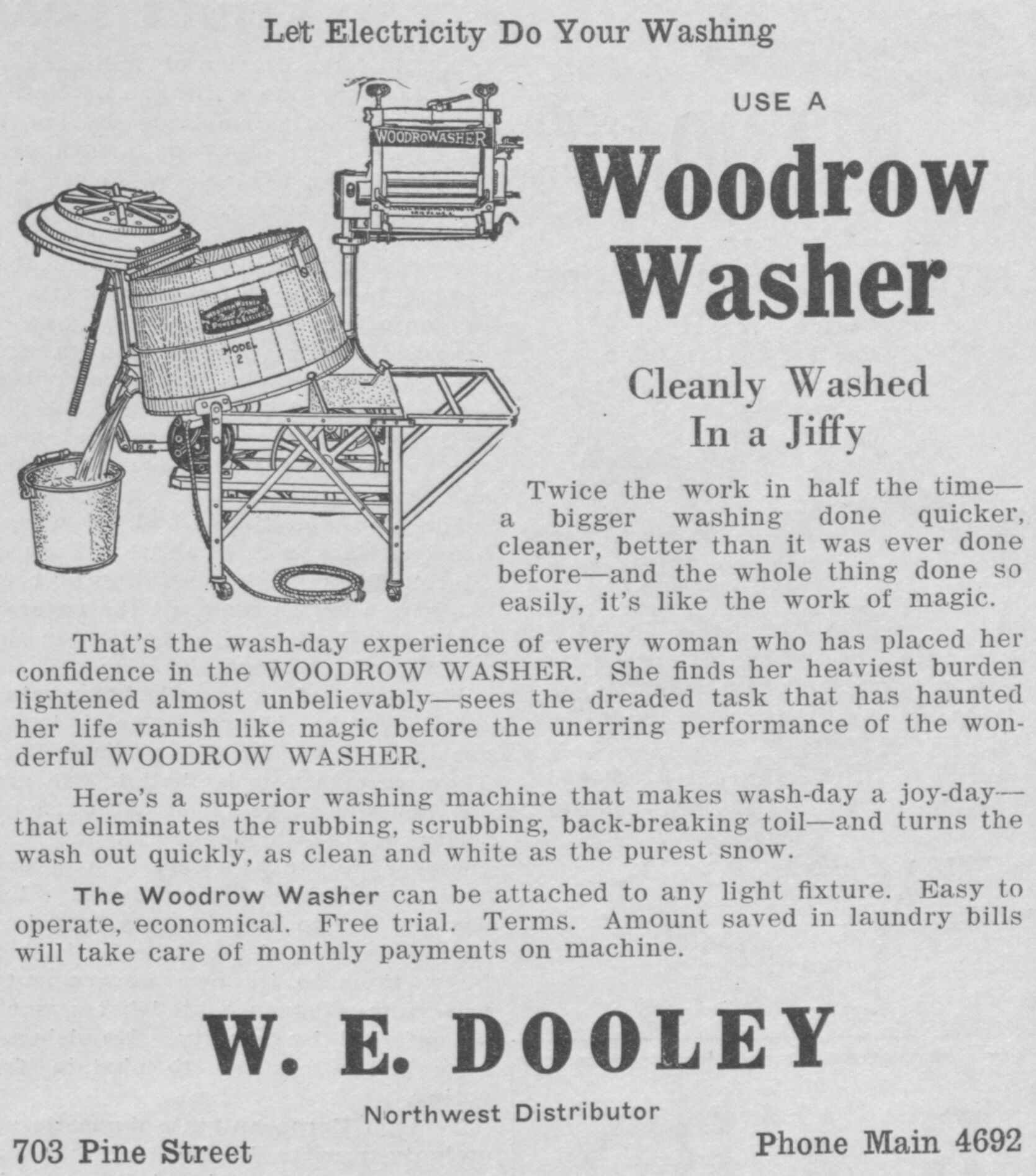
Реклама одной из ранних моделей электрических стиральных машин. США. 1919 год

- По типу рабочего органа: активаторные, барабанные, ультразвуковые.
- Барабанные стиральные машины получили большее распространение в связи с простотой автоматизации, более бережной стиркой, экономией воды и моющего средства по сравнению с активаторными; однако они отличаются большей сложностью и меньшей надёжностью. Автоматические стиральные машины в основном барабанного типа.
- Активаторные машины, в свою очередь, делятся на машины с боковым активатором («Малютка») и машины с нижним активатором («Мини-Вятка», «Фея-2», «Фея-2М», «Ока-50», «Ока-51», «Малютка-425М», «Лебедь», «Заря»).
- По степени автоматизации: автоматические и полуавтоматические. Полуавтоматические стиральные машины имеют только таймер для установки времени стирки, автоматические — имеют программное управление. У автоматических стиральных машин может быть различная степень автоматизации: начиная от просто выполнения стирки по заданной программе и заканчивая автоматической оценкой количества воды, моющего средства, температуры, скорости отжима.
- По способу загрузки: вертикальные и фронтальные. Активаторные машины обычно имеют вертикальную загрузку. Барабанные бывают как с вертикальной, так и с фронтальной загрузкой. У машины с фронтальной загрузкой обычно имеется прозрачный люк для контроля стирки.
- По весу загружаемого сухого белья.
- По применению: бытовые и промышленные (для прачечных).
- По методу установки: настенные, напольные, помещаемые непосредственно в емкость с бельем.

## Активаторная стиральная машина

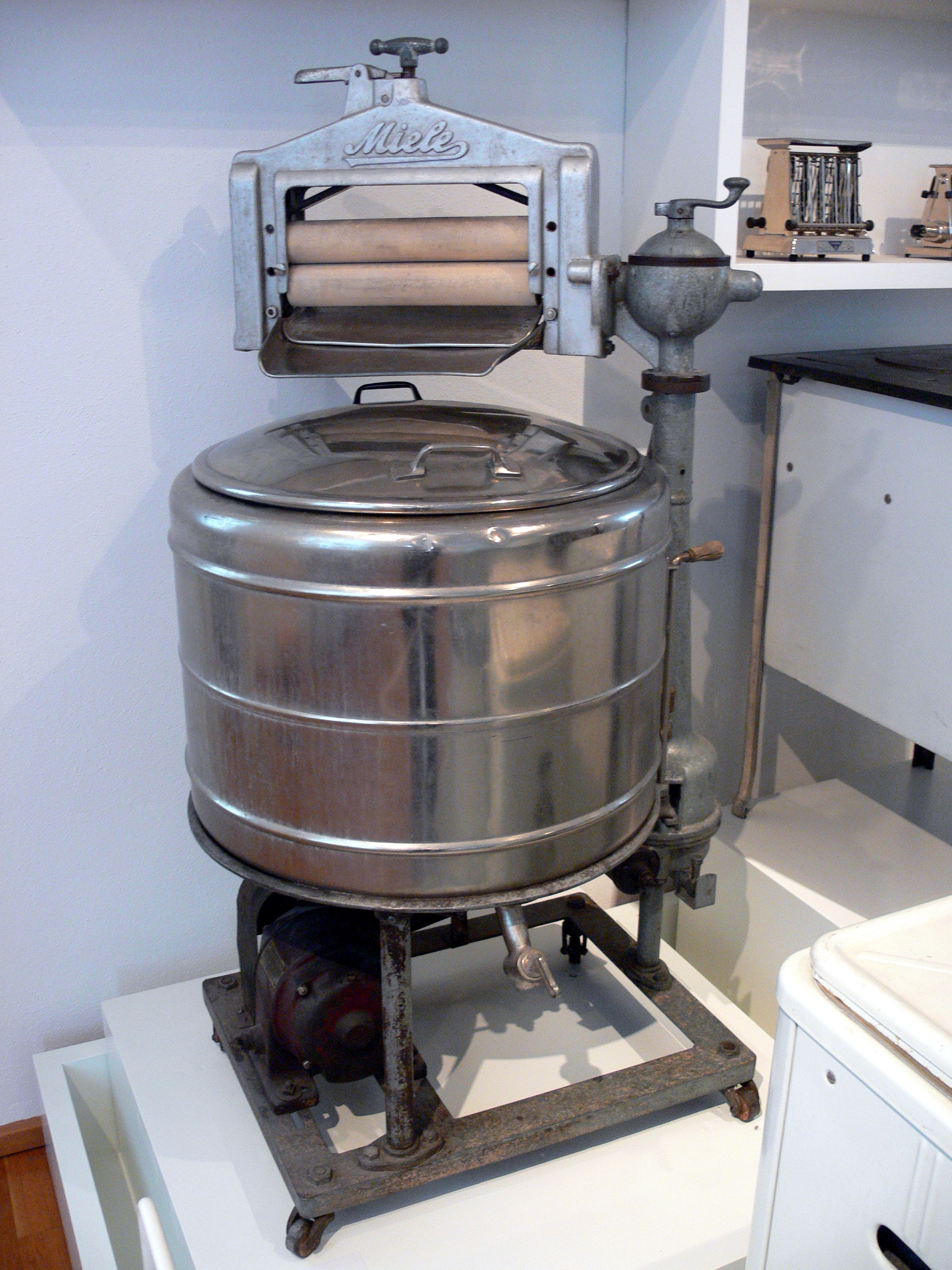
Активаторная машина 1930 года «Miele 100», сверху видны валики отжима, внизу — электродвигатель

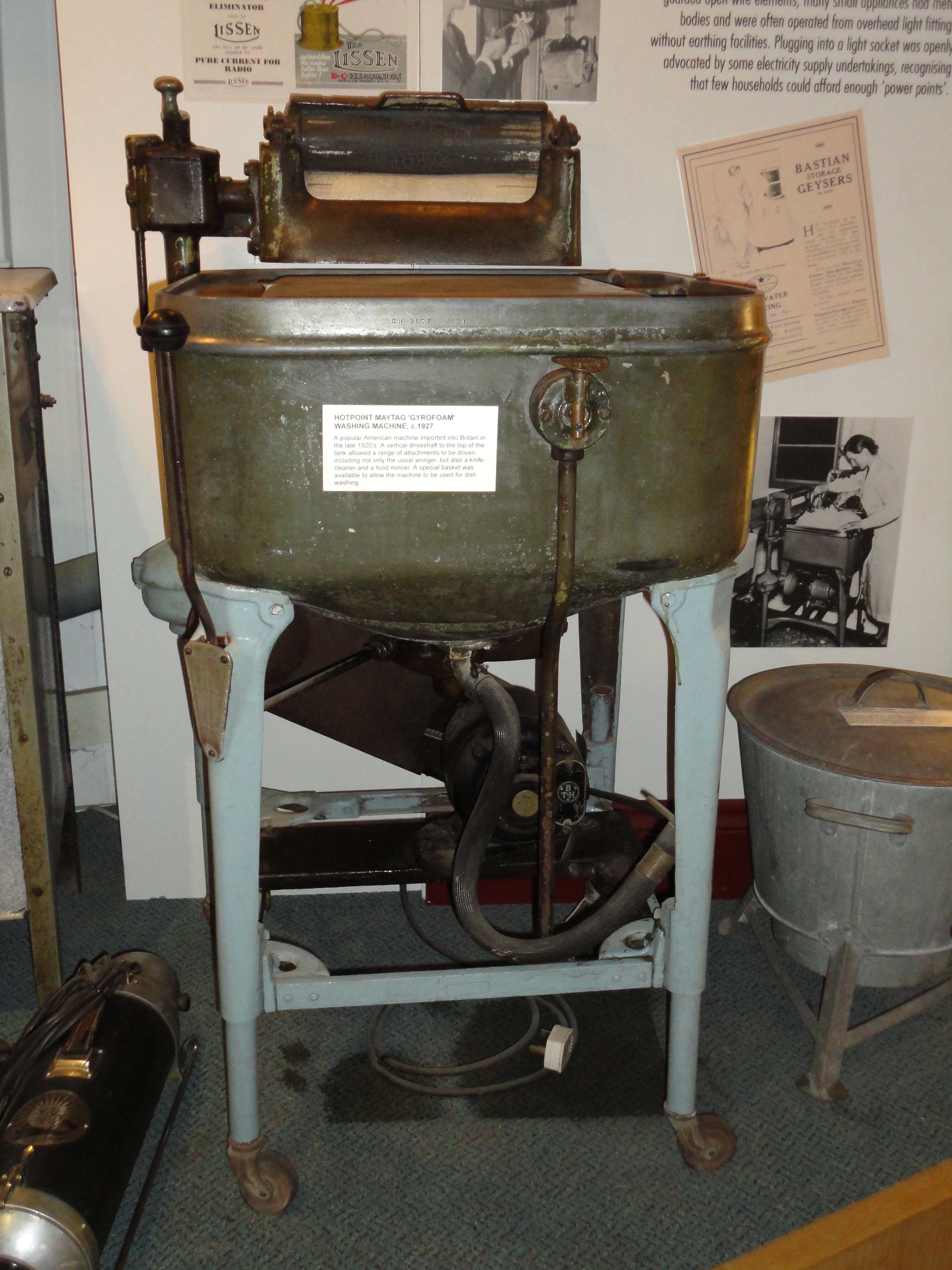
Музейный экспонат. Американская стиральная машина 1927 года фирмы Maytag с электрическим приводом

Исторически первый тип стиральных машин. Машиной активаторного типа называется стиральная машина c наличием активатора — вращающегося вала с лопастями или диска, обеспечивающего перемешивание при стирке.
Особенностью стиральных машин такого типа является низкое пенообразование, поэтому порошки для ручной стирки также подходят для использования в машинах активаторного типа.
Основа конструкции стиральной машины активаторного типа — ёмкость из нержавеющей стали или пластмассы. Верхняя часть (для загрузки белья) — съёмная или откидная крышка. На дне или в нижней части одной из стенок находится активатор — пластмассовый плоский круг или вал с выступами — лопастями, зачастую похожий на винт Архимеда. Ось активатора выходит из бака, приводится в движение электродвигателем, в начале 20 века мог быть также и педальный привод, либо даже от двухтактного бензинового двигателя (как на некоторых машинках Maytag 1920-1930-х годов).
Активаторные машины советского периода, как правило, имели вертикальный бак из алюминия или нержавеющей стали ёмкостью до 30 литров размерами примерно до 400 × 400 × 600 (высота) мм, с дном в форме полуокружности. На одной из плоских стенок по оси полуокружности дна располагался активатор (чаще всего выполненный из бакелита) диаметром около 200 мм, приводимый через ремённую передачу конденсаторным электродвигателем, расположенным под баком. Управление включало в себя механическое реле времени на 15 минут (с задаваемой точностью до 1 минуты), автоматически включающее электродвигатель попеременно в разных направлениях через паузы. Также (на более поздних моделях) отдельно могла регулироваться мощность двигателя (2 или 3 «режима» стирки).
Верхняя часть (с задней стороны), как правило, оснащалась устройством ручного отжима (два прорезиненных валика, нижний из которых вращался ручкой аналогично мясорубке, а прижим верхнего валика к нижнему регулировался винтом, расположенным сверху). После стирки (или полоскания) бельё вручную подавалось из бака в зазор между валиков отжима, при вращении ручки вода стекала обратно в бак, а отжатое бельё выходило из валиков в задней части машины. Слив воды из бака, как правило, был ручным (конец шланга слива закреплялся снаружи в верхней части бака, чтобы не применять клапан).
В 80-х годах большее распространение получили машины в пластмассовом корпусе в форме куба стороной около 500 мм, выпускавшиеся под марками «Фея», «Золушка» и т. д., с активатором большого диаметра, расположенным на дне бака. Электродвигатель и элементы управления (реле времени) располагались на скосе одного из углов бака. Верхняя крышка (также пластмассовая) была съёмной, устройства отжима не имелось. Преимуществом машин с нижним активатором была возможность меньшей загрузки воды (от 10 л), а её малые размеры и масса позволяли убирать её после завершения процесса стирки. Кроме того, существуют складные машины активаторного типа, которые удобно использовать в дороге.
В настоящее время на рынке появились модели активаторных машин малой ёмкости — на 5-7 литров воды, размером чуть больше ведра, по конструкции аналогичные описанной «Фее», с названием «Принцесса».

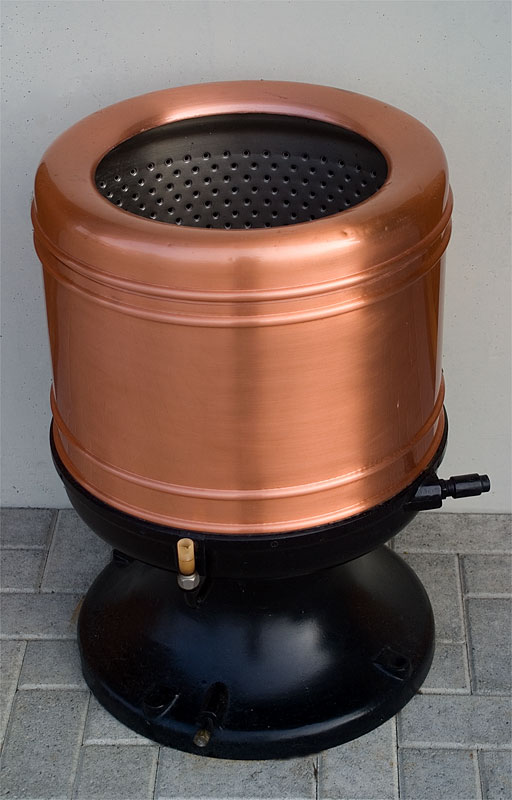
Центрифуга для отжима белья

В связи с применением активаторных машин получили распространение также центрифуги — отдельные устройства для отжима белья (продаются до сих пор). В некоторых моделях активаторных машин центрифуга была встроена (второй отсек в корпусе).
Преимущества активаторных машин: универсальный выбор моющих средств, быстрая стирка, экономия электроэнергии (отсутствует трубчатый электронагреватель (ТЭН) и используется горячее водоснабжение), большое количество загружаемого белья (10-14 кг), надежная конструкция, отсутствие сильных вибраций при отжиме, работа в особо сложных бытовых условиях. К недостаткам следует отнести большой расход воды и моющих средств, в машинах с боковым активатором из-за необходимости жидкой среды для работы бокового активатора, сложность автоматизации стирки, отсутствие отжима и подогрева воды в баке. Недостатком большинства моделей советского периода являлась низкая электробезопасность.

Предпочтения потребителей в выборе типов конструкций машин имеют экономические и исторические причины и географическую неоднородность.

## Стиральная машина-автомат (СМА)

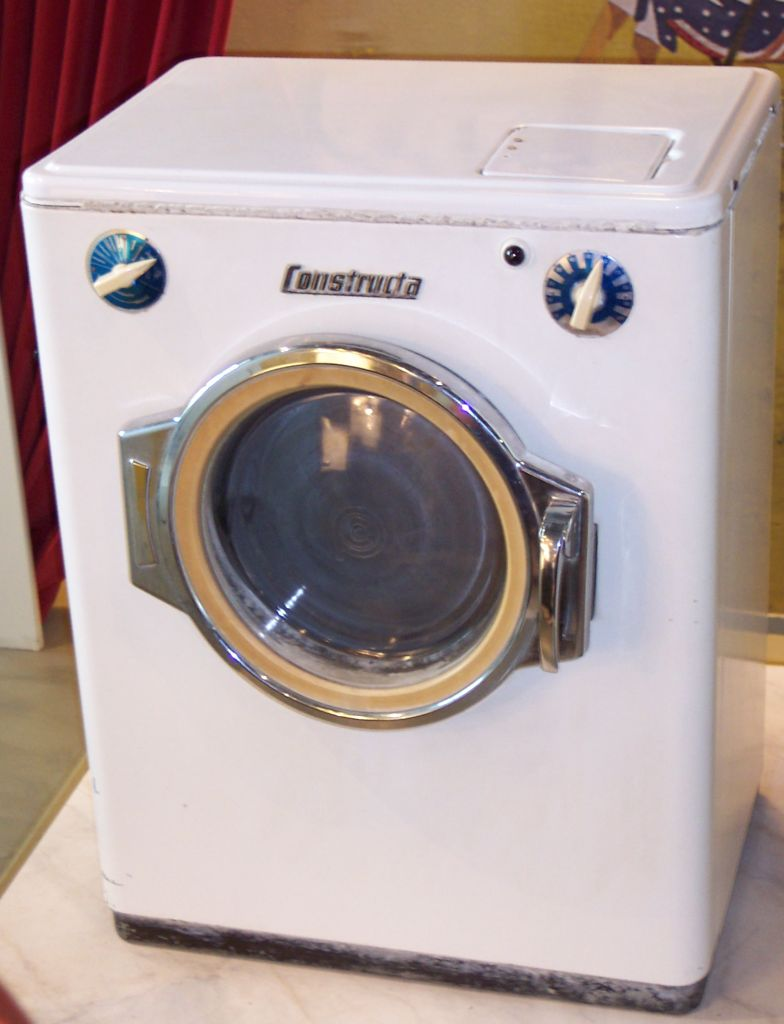
Одна из первых автоматических стиральных машин «Constructa»

Стиральная машина-автомат характеризуется минимальным участием человека в её работе. Обычно имеет постоянное подключение к электросети, водопроводу и канализации, поэтому для стирки необходимо только загрузить вещи, засыпать моющее средство и выбрать программу стирки.

## Ультразвуковые стиральные машины
- Ультразвуковая очистка

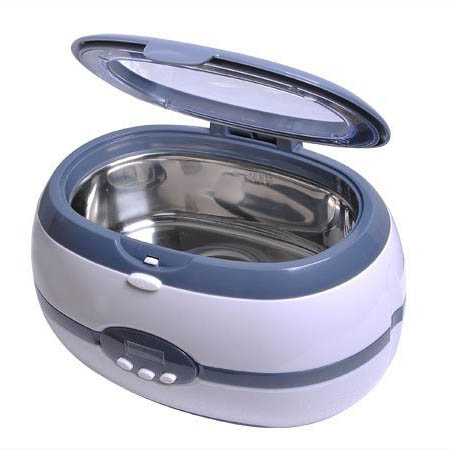
ультразвуковой очиститель

Существуют ультразвуковые стиральные машины, которые используют ультразвук для стирки одежды.